# Städtereisen – Jackie Chans Hongkong
Städtereisen – Jackie Chans Hongkong China ist ein 2006 gedrehter Dokumentarfilm, in dem der bekannte chinesische Schauspieler Jackie Chan seine Geburtsstadt Hongkong präsentiert. Die Dokumentation ist Teil einer Serie von Städtereisen. Das Original stammt von Discovery Travel & Living (vormals Discovery Travel & Adventure), einem Sender der Discovery Communications.

## Inhalt
Jackie Chan stellt Hongkong, seine Heimatstadt, vor. Dabei wird von seiner Kindheit bis zu seiner Karriere als Superstar erzählt. In der Dokumentation zeigt er den Menschen, warum Hongkong eines der beliebtesten Reiseziele ist und was ihm selbst an Hongkong so gefällt.